# Наблуське мило

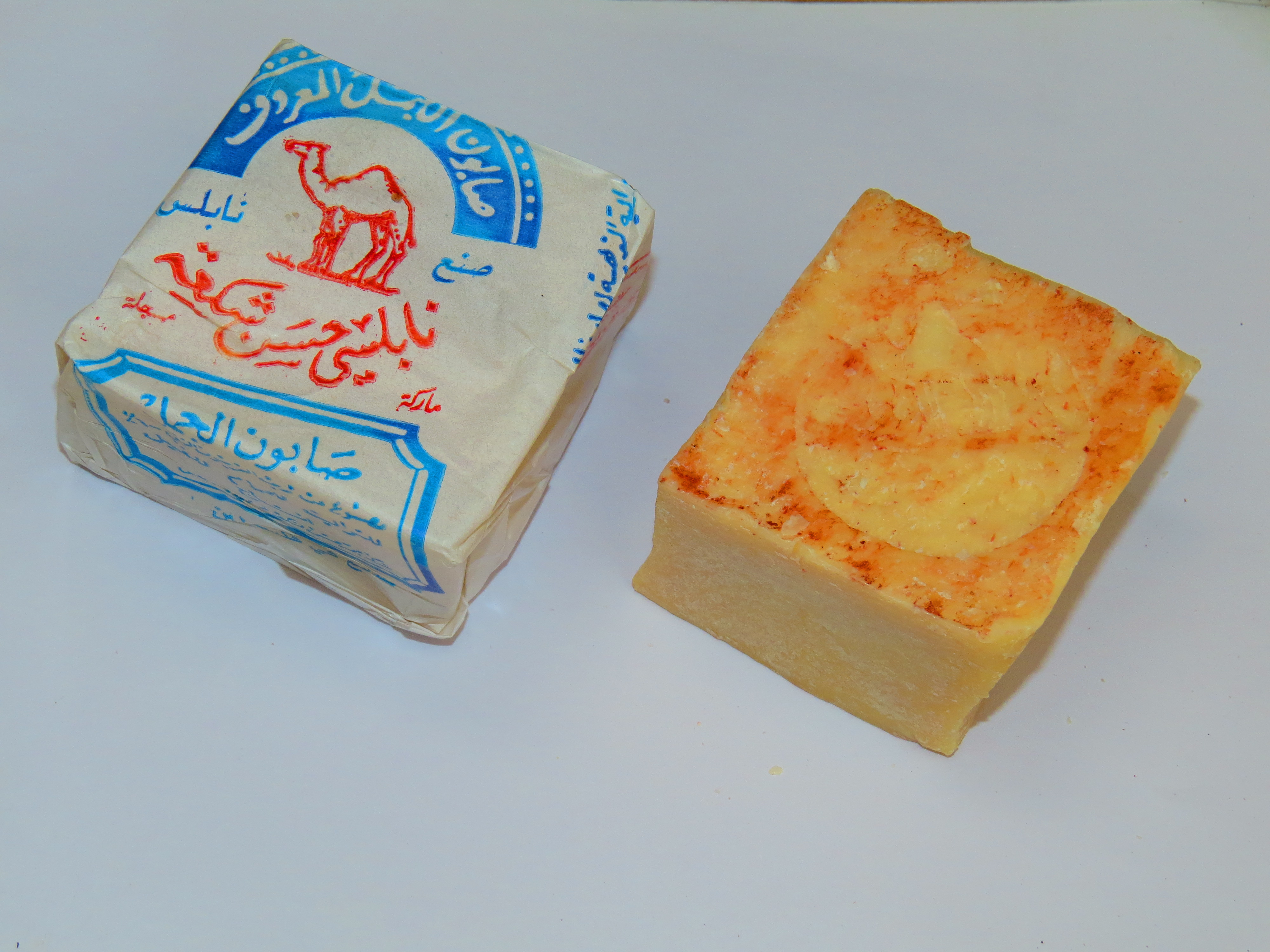

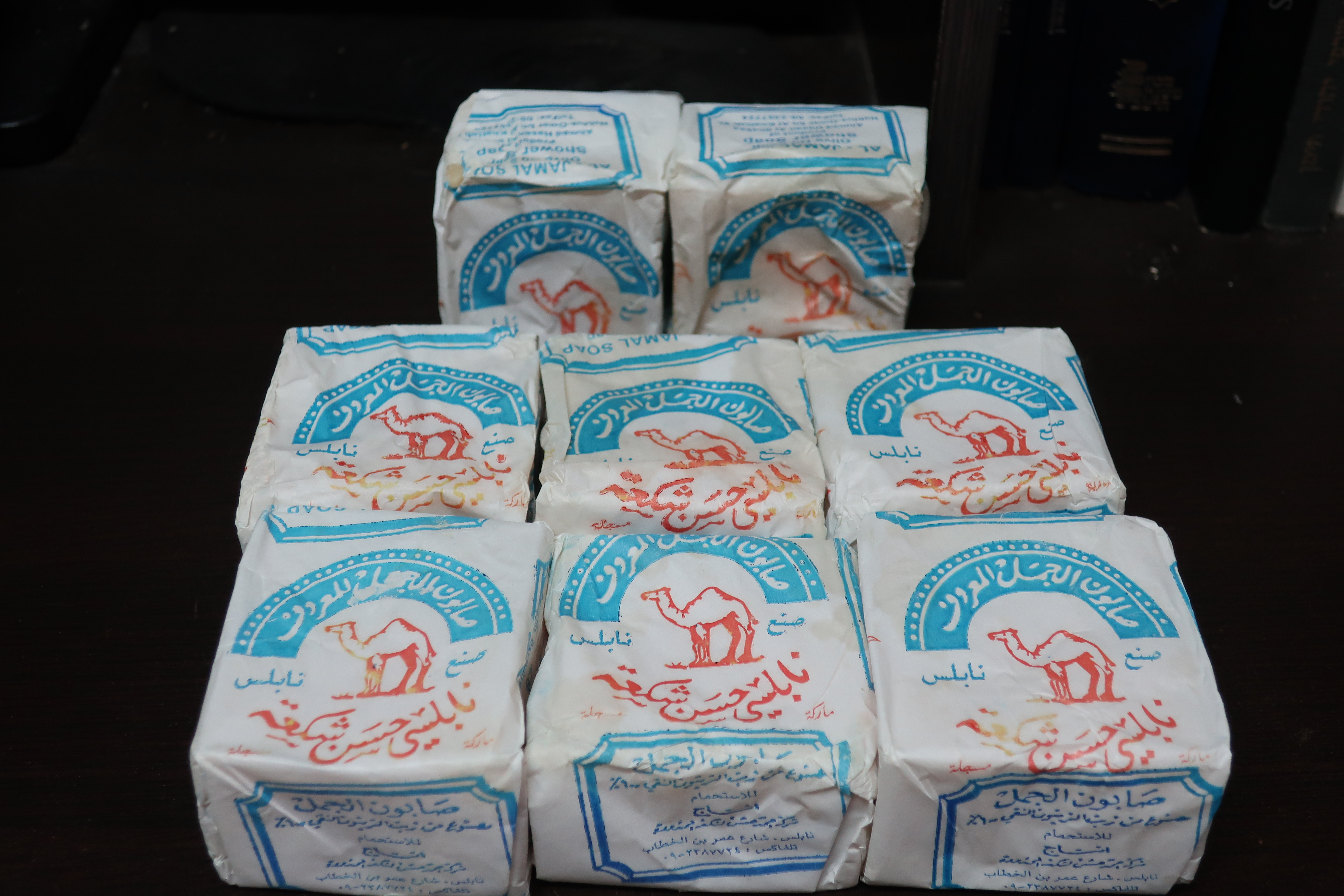
Загорнуті в папір шматки наблуського мила

Наблуське мило (араб. صابون نابلسي, ṣābūn Nābulsi) — різновид кастильського мила, що виробляється в Наблусі на Західному березі річки Йордан, Палестина. Його основними інгредієнтами є оливкова олія першого віджиму (основний сільськогосподарський продукт регіону), вода та лужна сполука натрію, наприклад, гідроксид натрію. Готовий продукт має колір слонової кістки і майже не має запаху. Традиційно виготовлений жінками для домашнього вжитку, він став важливою галуззю промисловості для Наблуса до XIV століття. У 1907 році 30 набульських миловарень міста постачали половину мила в Палестині. Промисловість занепала в середині XX століття після руйнувань, спричинених землетрусом 1927 року в Єрихоні, а згодом — внаслідок ізраїльської військової окупації. Станом на 2008 рік у Наблусі вижили лише дві миловарні. Стара миловарня Арафата була перетворена на Центр збагачення культурної спадщини.

## Історія

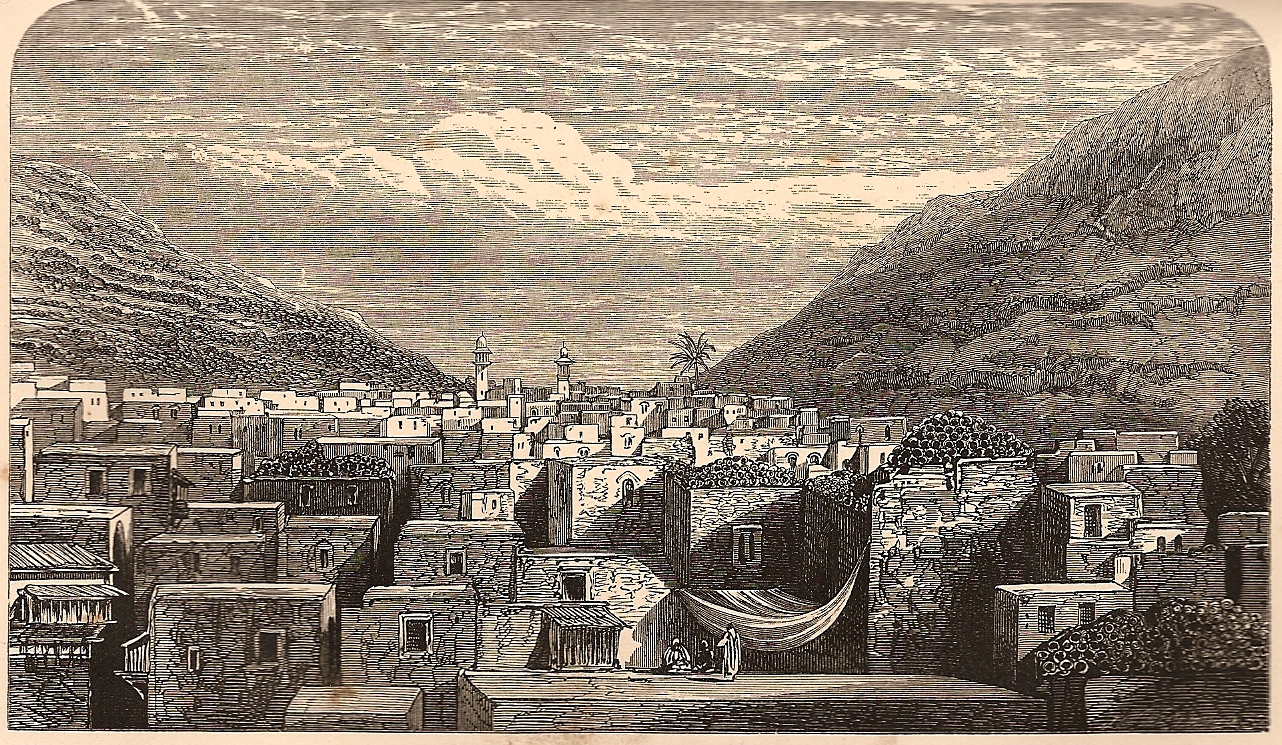
Наблус у XIX столітті

Наблуське мило традиційно виготовлялося жінками для домашнього вжитку, ще до появи невеликих миловарних заводів у X столітті. Торгівля з бедуїнами була незамінною для миловаріння як у Наблусі, так і в Хевроні, оскільки тільки вони могли постачати лужну соду (qilw), необхідну для цього процесу. До XIV століття в Наблусі розвинулася значна миловарна промисловість, а мило, яке високо цінувала королева Англії Єлизавета I, експортувалося по всьому Близькому Сходу і в Європу.
У XIX столітті відбулося значне розширення виробництва мила в Наблусі, який став центром миловаріння в усьому Родючому Півмісяці. До 1907 року 30 фабрик міста виробляли майже 5 000 тонн мила набульсі щороку, що становило більше половини всього виробництва мила в Палестині. Джон Боурінг писав про мило Набульсі в 1830-х роках, що воно «високо цінується в Леванті», а Мухаммед Курд Алі, сирійський історик, писав у 1930-х роках, що «мило Наблуса є найкращим і найвідомішим милом сьогодні, оскільки воно, здається, має якість, якої немає в інших, і секрет полягає в тому, що воно не містить фальсифікатів і добре виробляється».

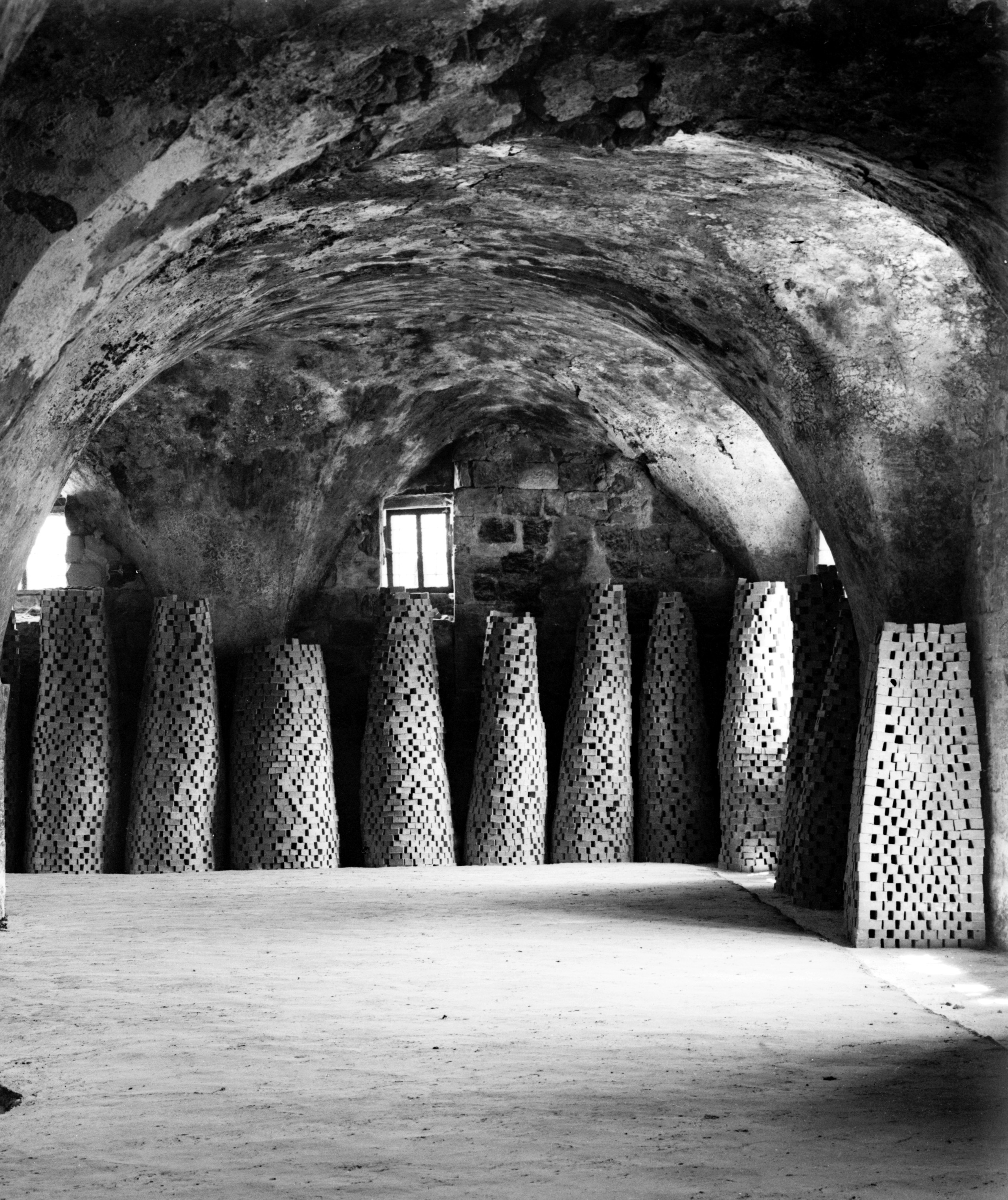
Наблуське мило, складене для сушіння. Фотографія зроблена між 1900 і 1920 роками членом Американської колонії

Миловарна промисловість у Наблусі почала занепадати в середині XX століття, частково через стихійні лиха, особливо землетрус 1927 року, який зруйнував значну частину Старого міста Наблуса, а частково через ізраїльську військову окупацію. Ізраїльські військові рейди під час Другої інтифади зруйнували кілька миловарних заводів в історичному кварталі Наблуса. У Наблусі залишилося кілька миловарних заводів, продукція яких продається переважно в Палестині та арабських країнах, а також експортується на умовах справедливої торгівлі в Європу та за її межі. Про постійні проблеми як з виробництвом мила, так і з його експортом, генеральний директор фабрики, що належить родині Тукан, прокоментував у 2008 році:
До 2000 року наша фабрика виробляла 600 тонн мила на рік. Через фізичні та економічні перешкоди, з якими ми стикаємося зараз через ізраїльську окупацію, особливо через блокпости, сьогодні ми виробляємо ледь половину цієї кількості.
За даними Управління ООН з координації гуманітарних питань, контрольно-пропускні пункти і блокпости, встановлені по всьому Західному березі річки Йордан, створили проблеми з транспортуванням товарів і матеріалів на заводи і з них, а також ускладнили доступ робітників з дому до заводів. Тим не менш, наблуське мило все ще широко продається в Наблусі та на Західному березі річки Йордан. Воно також експортується до Йорданії, Кувейту та арабо-ізраїльських міст, таких як Назарет.
Збереження миловарної промисловості в Наблусі, яка вважається важливим аспектом культурної спадщини міста, було в центрі уваги кількох місцевих проектів, зокрема, реставрації та перетворення старої миловарні «Арафат» на Центр збагачення культурної спадщини. Центр має дослідницькі та виставкові приміщення, а також невелику модель миловарні, яка виготовляє наблуське мило традиційними методами. Проект «Надія» та інші місцеві неурядові організації продають мило на Заході, щоб зібрати кошти на інші громадські проекти.

## Процес виробництва
Як і в кастильському милі, основними інгредієнтами наблуського мила є оливкова олія першого віджиму, вода та лужна сполука натрію. Суміш виготовляється шляхом змішування порошкоподібного попелу рослини барілли (qilw), що росте вздовж берегів річки Йордан, з місцевим вапном (sheed). Потім натрієву суміш нагрівають з водою та оливковою олією у великих мідних чанах над бродильними ямами. Розчин води і натрієвої солі стає все більш концентрованим у серії з 40 повторюваних протягом восьми днів циклів. Протягом цього часу дерев'яний інструмент у формі весла, відомий як дукшаб, використовується для безперервного перемішування рідкого мила. Потім рідке мило розливають у дерев'яні рамки для застигання. Після застигання його розрізають на класичні кубики наблуського мила і штампують фірмовою печаткою компанії. Потім мильні кубики проходять процес сушіння, який може тривати від трьох місяців до року і полягає в тому, що їх складають у високі стелі, що нагадують конуси з порожнистими центрами, які дозволяють повітрю циркулювати навколо них.
Готовий продукт має колір слонової кістки і майже не має запаху (у наблуському милі ніколи не використовують ароматизатори). Перед тим, як покинути фабрику, окремі кубики, призначені для продажу на місцевому ринку, вручну загортають у папір, покритий воском з одного боку. Кубики, призначені для експорту, залишають незагорнутими і зазвичай відправляють у жорстких мішках, щоб захистити їх від пошкоджень.

## Галерея

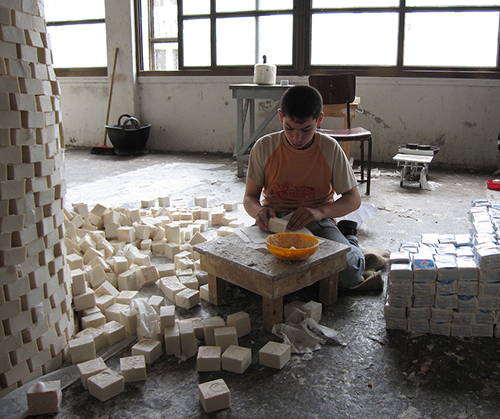
Мило вручну загортають в паперову обгортку
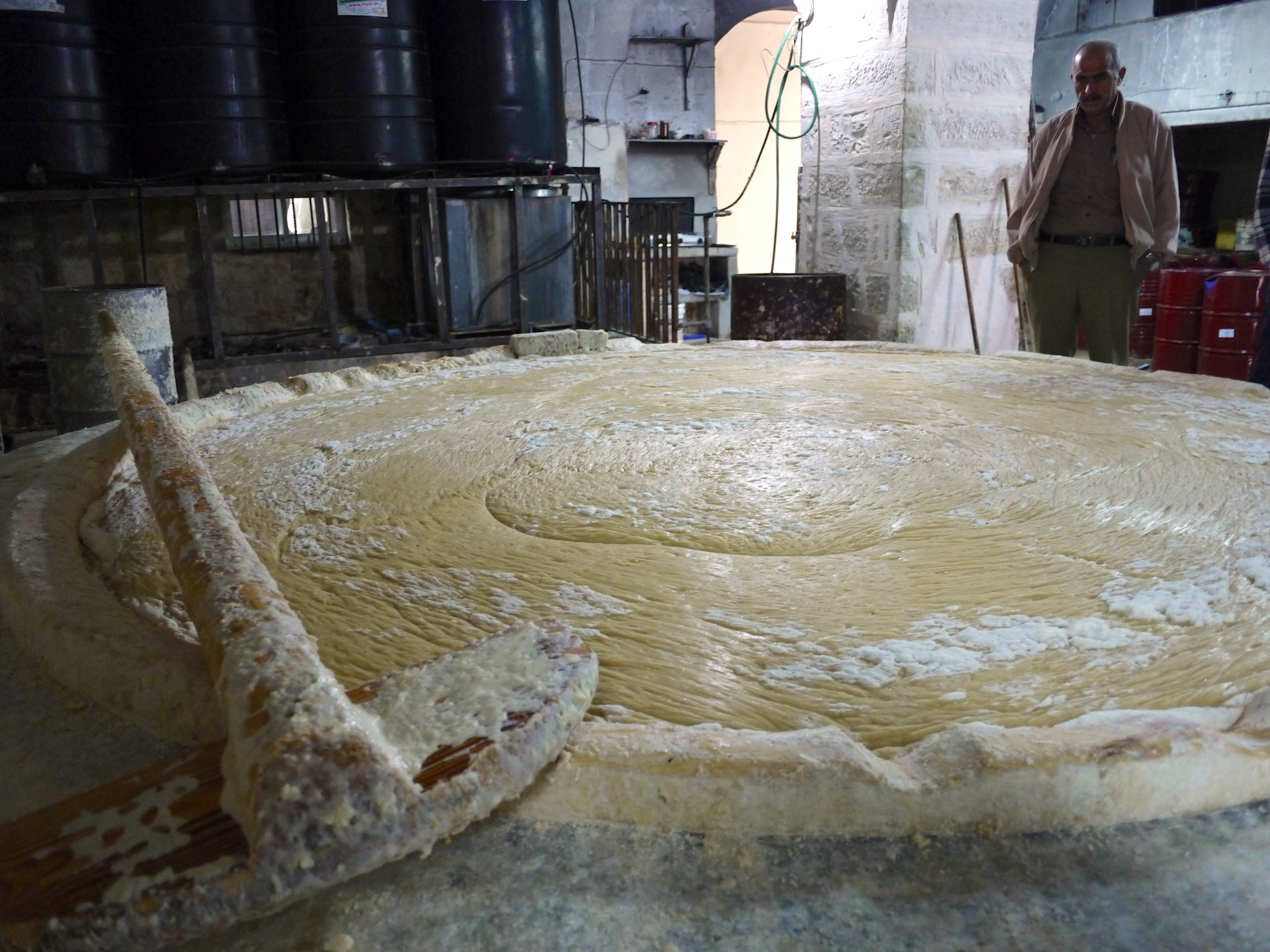
Процес варіння мила
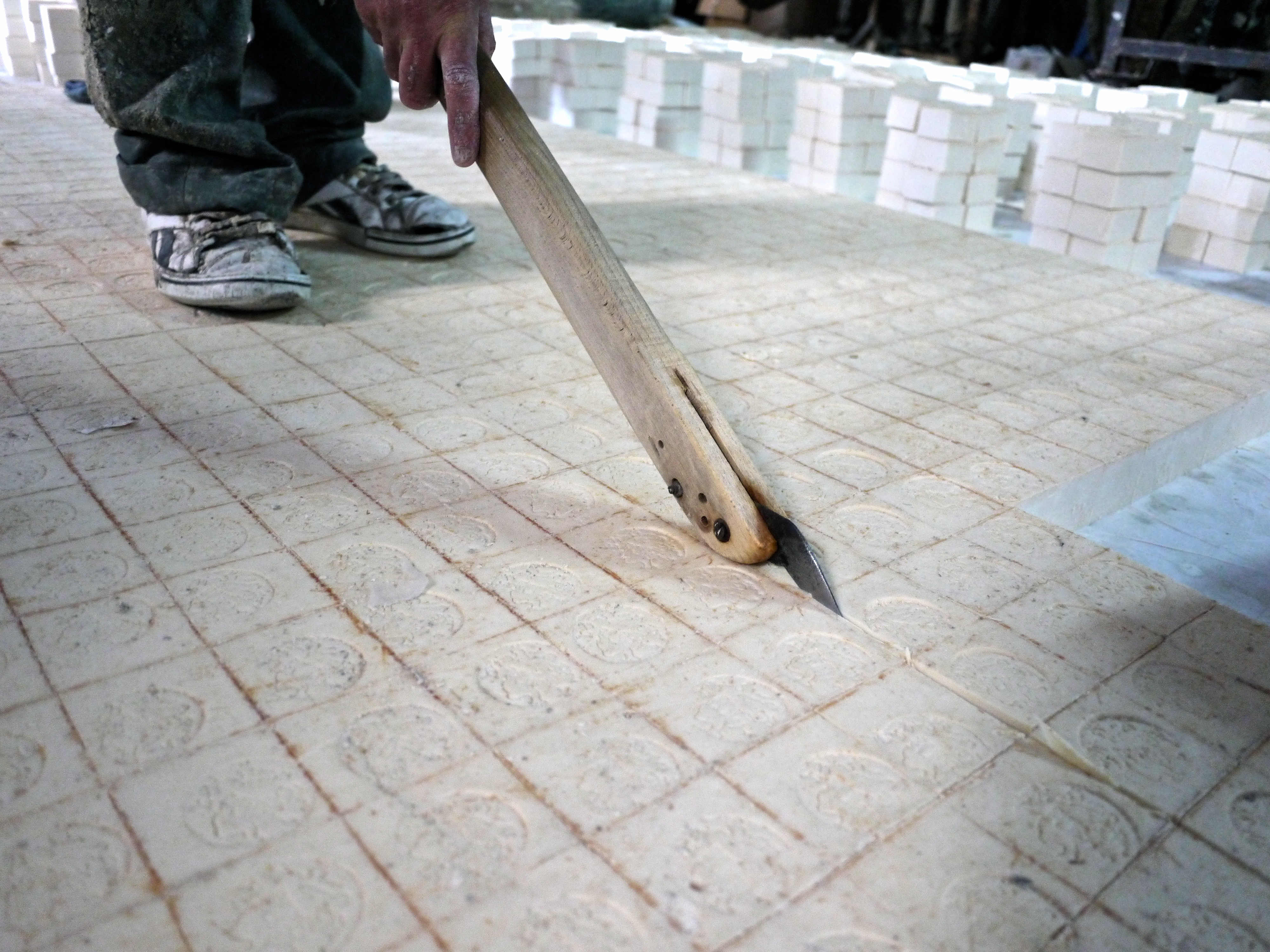
Мило розрізають на бруски
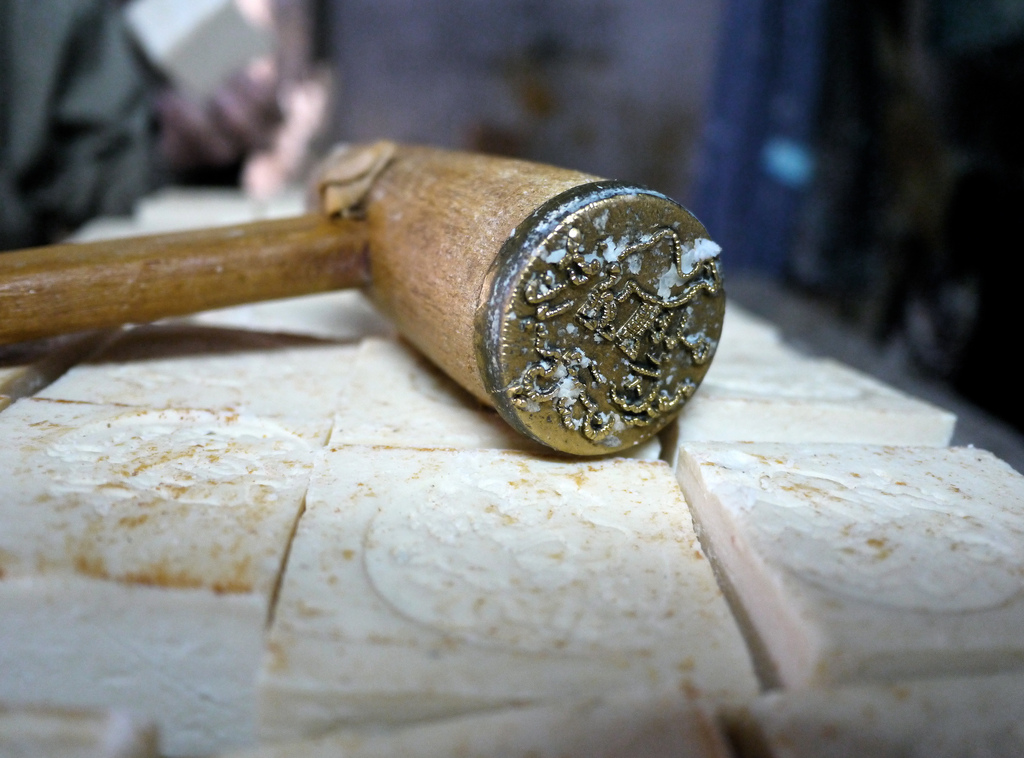
Мило та мильна печатка з Наблуса
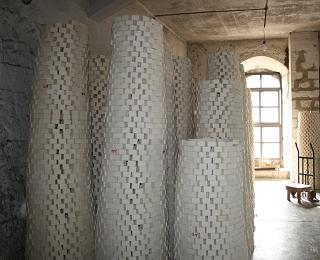
Стоси мила на фабриці Тукан у Наблусі, 2008 рік